# Orodesma lorina
Orodesma lorina là một loài bướm đêm trong họ Erebidae.